# Jürgen Heraeus

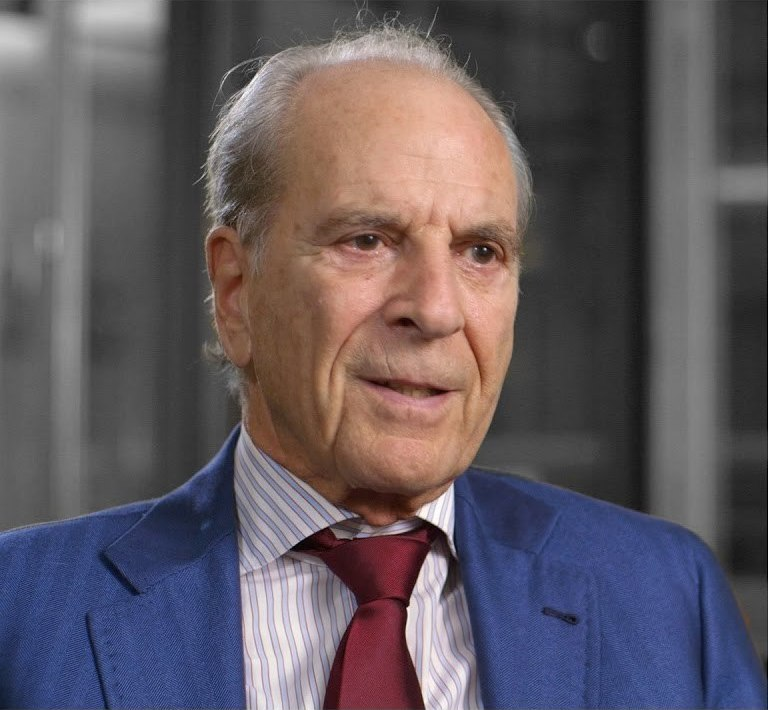
Jürgen Heraeus (2017)

Jürgen Heraeus (* 2. September 1936 in Hanau) ist ein deutscher Manager und war von April 2008 bis Juni 2018 Vorsitzender von UNICEF Deutschland. Er war von 1983 bis 2000 Vorsitzender der Geschäftsführung der Firma Heraeus. Von 2000 bis November 2020 war er deren Aufsichtsratsvorsitzender.

## Leben
Jürgen Heraeus besuchte die Robert-Koch-Schule in Clausthal-Zellerfeld und das Realgymnasium in Wiesbaden. Danach studierte er Betriebswirtschaftslehre an der Albert-Ludwigs-Universität Freiburg und der Ludwig-Maximilians-Universität München. 1963 wurde er in München mit der Arbeit über Direct Costing als Grundlage kurzfristiger Unternehmensentscheidungen promoviert.
Seit 1964 arbeitet Jürgen Heraeus für das Unternehmen Heraeus. 1970 wurde er in die Geschäftsleitung der W.C. Heraeus GmbH berufen. 1977 wurde er stellvertretender Geschäftsführer und 1983, als Vertreter der vierten Generation der Familie Heraeus, Vorsitzender der Geschäftsführung. In dieser Position internationalisierte und diversifizierte er das Unternehmen und gab ihm, als erstem deutschem Familienunternehmen, eine Holdingstruktur. Unter seiner Führung wuchs der Umsatz auf etwa acht Milliarden Euro, davon drei Viertel im Ausland erwirtschaftet, und die Mitarbeiterzahl stieg auf über 10.000 Personen. Im Jahr 2000 wurde er Vorsitzender des Aufsichtsrates und übergab die Unternehmensführung an familienfremde Manager. Inzwischen ist wieder ein Familienmitglied in der Geschäftsführung der Heraeus Holding GmbH vertreten.
Heraeus ist zudem Vorsitzender des Aufsichtsrats der Messer-Gruppe sowie Beiratssprecher der Deutschen Private Equity GmbH.
Darüber hinaus ist er Mitglied des Deutschen Komitees für UNICEF e. V. und engagierte sich bis 2022 als Vorstandsvorsitzender der Kathinka-Platzhoff-Stiftung.
Heraeus war Vorsitzender der Business 20 (B20) von Dezember 2016 bis Dezember 2017.
Ebenso war er über viele Jahrzehnte Vorsitzender des Aufsichtsrats der GEA und Präsidiumsmitglied des BDI. Heraeus war dort viele Jahre Vorsitzender des Arbeitskreises China im Asien-Pazifik-Ausschuss der Deutschen Wirtschaft (APA). Im Bereich Bildung engagierte er sich im Hochschulrat der Technischen Universität Darmstadt, zeitweise auch als dessen Vorsitzender. Ebenso war er Mitglied des „Lenkungsrats Unternehmensfinanzierung“ im Wirtschaftsfonds Deutschland und Beiratssprecher des ADAC e. V. während dessen Umstrukturierung 2016.
Im November 2020 stellte sich Jürgen Heraeus nach 20 Jahren als Aufsichtsratsvorsitzender der Firma Heraeus nicht mehr zur Wahl, als sein Nachfolger wurde Franz Markus Haniel gewählt.
Jürgen Heraeus ist Vater von fünf Töchtern.

## Auszeichnungen und Ehrungen
- 2000 – Verdienstorden der Bundesrepublik Deutschland (Bundesverdienstkreuz I. Klasse) für seinen persönlichen Einsatz in wirtschaftlichen, gesellschaftlichen und sozialen Bereichen für das allgemeine Wohl[14]
- 2007 – Familienunternehmer des Jahres (INTES)
- 2009 – Aufnahme in die Hall of Fame des Manager Magazins[15]
- 2011 – Aufnahme in die Hall of Fame des Handelsblatts[16]
- 2012 – Deutschen Gründerpreis in der Kategorie Lebenswerk „für seine herausragende unternehmerische Leistung“[17]
- 2014 – Ehrenpreis der Querdenker-Stiftung, gemeinsam mit Dieter Nuhr und Dirk Roßmann in der Kategorie Lebenswerk[18]